# Convento di Montesanto
Il convento di Montesanto di Todi domina dall'alto di un verde colle, situato ad ovest della città.

## Storia

### Origini, fondazione e Medioevo
Nell'antichità quel luogo era conosciuto con il nome di “Monte Mascarano”, cioè “Monte degli Spiriti” (“mascha”, a detta degli esperti, significa: “strega”, “larva”, “spirito”).
Si presuppone che al tempo degli Etruschi, il colle sia stato un luogo sacro, una necropoli con templi e sacelli dedicati a varie divinità, prime tra tutte il dio Marte e la dea Bellona. Non esistono però testimonianze scritte al riguardo, ma solo reperti archeologici rinvenuti presso le mura dell'attuale Convento.
Nel 1834 vi sono stati ritrovati trenta grandi rottami di colonna, e nel 1835 la famosa statua di Marte, il dio venerato dagli Etruschi e dai Romani, già protettore di “Tùtere”, antico nome della città. La statua è di bronzo, mutila dell'elmo e della lancia di ferro spezzata nella mano sinistra; alta m. 1,42, è priva dei bulbi, asportati perché, forse, d'argento. La scultura, risalente ai primi decenni del sec. IV a.C., fu venduta, nel 1836, al Governo Pontificio per 1900 scudi, e oggi, austera, si trova in una sala del Museo Vaticano. 
Nel 1866, poi, nel mese di settembre, un contadino, mentre arava con i buoi, non lontano dal colle, scoprì con il vomere il coperchio in pietra di una tomba etrusca, contenente un corpo femminile con “stola”, due lunghi orecchini d'oro, un fermaglio, uno specchio in bronzo ed un piatto in ceramica dipinta.
La sua vera storia ha inizio il 24 ottobre 1235, anno in cui il vescovo, monsignor Bonifacio, unitamente al capitolo della cattedrale, concesse, previa richiesta di papa Gregorio IX, il "privilegio" di innalzare su detto colle un monastero di monache dell'Ordine delle povere dame (clarisse).
Il "privilegio", rilasciato al B. Ruggero da Todi, Ministro provinciale dei frati minori dell'Umbria, fu rinnovato per difetto di forma il 13 novembre 1236, nelle mani del cappellano del papa: Giovanni di S. Germano (Cassino).
Il terreno per questo scopo, fu donato da Buono, abate di San Fortunato in Todi. Nello stesso anno, Gregorio IX soppresse l'abbazia di S. Leucio, adiacente a S. Fortunato, donò al monastero di Montesanto l'ampio patrimonio di quell'abbazia, mentre la chiesa e gli edifici passarono ai frati domenicani, che vi restarono sino al 1371, quando l'intero complesso venne abbattuto per edificare la Rocca.
Il colle, con il procedere del tempo, per la santità di vita delle monache, mutò nome: da “Monte Mascarano” a “Montesanto” (monastero di Santa Maria di Montesanto, o Monastero Maggiore).
In pochi anni divenne prospero e popolato: nel 1248 aveva già 42 monache e 6 converse. A tale edificio era annessa, secondo la Regola e l'uso delle clarisse, una casa per quattro frati: un cappellano delle monache e alcuni inservienti.
Nel 1320 la comunità era ancora costituita da circa 40 monache. Il 1433, anno della suddetta traslazione, potrebbe segnare l'abbandono definitivo del monastero da parte delle clarisse, abbandono ratificato il 21 marzo 1438, da una bolla di papa Eugenio IV.

### La presenza di Iacopone da Todi
È probabile che anche Iacopone da Todi abbia fatto parte di questa comunità, poiché un documento del 6 febbraio 1277 parla di un certo frate Iacopo, converso del monastero di Montesanto, quale testimone in una causa delle monache, davanti all'uditore pontificio in Viterbo. Da certi aneddoti della sua vita, si desume che i dieci anni da “bizzoco” di vita di penitente, li abbia vissuti nei pressi della città.
Inoltre, Bartolomeo da Pisa (1386?), uno dei primi biografi di Iacopone, scrisse nel suo libro De Conformitate,: «Il santo Iacopo de' Benedetti giace in Todi, non nel luogo dei frati, ma nel monastero delle monache di Santa Chiara di Montesanto». Frate Mariano da Firenze († 3º decennio del sec. XVI), nel suo Liber Chronicarum, afferma che «Jacopo de' Benedetti sia morto il 25 dicembre nel luogo dei frati minori del monastero delle monache di Santa Chiara di Montesanto, presso la stessa città di Todi».
Anche lo storico Ludovico Jacobilli, nel sec. XVII, affermò - correggendo il suo amico L. A. Petti -, che Jacopone fu sepolto a Montesanto. 
Il Leonj nelle Cronache dei Vescovi di Todi scrisse: «Gli scrittori nostri ricordano che (il vescovo Antonio di Anagni) trasferì le ossa di Jacopone da Montesanto alla chiesa di San Fortunato». La notizia fu ripetuta all'inizio del secolo da un altro storico locale: Pirro Alvi.
La traslazione delle ossa del B. Iacopone da Montesanto a San Fortunato nel 1433 si rese necessaria per il fatto che le monache avevano dovuto abbandonare definitivamente il colle nel 1367, quando il monastero fu trasformato in rocca dal cardinal Egidio Albornoz.

### Da monastero a Rocca
Quando nella primavera del 1367 l'Albornoz, come ultimo atto di riconquista dello Stato Pontificio, assediò e prese Todi, fece espellere le religiose e trasformò il colle in fortilizio. Questa fortezza, di contro alle mura della città, faceva parte della nuova strategia politica seguita dall'Albornoz, chiamata appunto, politica “delle Rocche”, per scoraggiare ogni tentativo di ribellione delle città, mentre lasciava loro una certa libertà di amministrarsi a proprio modo.
Il Comune di Todi, sin quando la città rimase soggetta alla Chiesa e governata dal luogotenente Ugolino da Montemarte, conservò a Montesanto un castellano ed una guarnigione di soldati con caserma, scuderia, magazzini; ma ben presto la città tornò ad essere dilaniata dalle lotte tra le famiglie degli Atti e dei Chiaravalle, e Montesanto fu di nuovo punto militare strategico, forse fortificato e rinnovato dal famoso Catalano degli Atti.
Montesanto dovette subire ancora traversie sotto i comandanti Pandolfo Malatesta, Biordo Michelotti, il re Ladislao di Napoli e Braccio Fortebraccio. Intanto l'altra Rocca, iniziata da Ugolino da Montemarte sul colle di Todi, prese sempre più importanza strategica, ed il colle di Montesanto fu gradualmente abbandonato.

### Da rocca a convento
In questo stato di abbandono si doveva trovare nel 1448, quando il famoso francescano Roberto Caracciolo di Lecce venne a predicare a Todi, ed invitò i priori ed il popolo della città a voler dare il luogo di Montesanto ai frati Minori, onde potervi edificare un convento.
Il Consiglio generale, costituito da 478 membri, il 10 maggio approvò la richiesta con 475 “lupini bianchi” contro tre “lupini neri”. 
Il Consiglio nominò alcuni ambasciatori da inviare subito a Roma, per ottenere al più presto l'approvazione del papa. 
Il 19 maggio 1448, papa Nicolò V diede consenso, provocando la reazione delle monache di san Francesco, ancora proprietarie del luogo, le quali reclamarono un certo compenso, per poter restaurare il loro monastero sito entro le mura della città.
Il 15 luglio 1448 fu fatta la stima dei beni; le monache di san Francesco la ratificarono, ed il giorno seguente il Procuratore delle religiose consegnò le chiavi a Nicolò di Benedetto, rappresentante ufficiale del Comune e dei frati minori, i quali si impegnarono a pagare, in tre rate, la cifra di 300 fiorini d'oro al suddetto monastero. 
Il Comune di Todi elesse due rettori della “fabbrica” di Montesanto, per risarcire, ampliare e migliorare il detto luogo, onde ridurlo a convento.
L'attuale edificio fu ricavato dalle rovine della fortezza, utilizzando al massimo quanto di essa era ancora in piedi.
Della fortezza, è tuttora visibile il quadrilatero ortogonale di oltre 50 m. di lato, aperto ad U verso la città; il grande vano pianterreno coperto da volte a botte, con finestrelle romaniche, e lungo quanto tutto un lato del quadrilatero; una grande scalinata di 26 gradini che conduce al piano superiore; finestre monofore in travertino con strombatura esterna al lato sud, adattato ora a chiesa.
I frati minori di san Francesco si trovano quindi a Montesanto dal 1448. 
Vi hanno dimorato generalmente dai 25 ai 35 religiosi.
Il convento ha ospitato per un periodo di tempo il noviziato, lo studio di S. Teologia con ottimi professori, e l'infermeria dei frati minori dell'Umbria. 
Inoltre possiede una pregevole biblioteca ricca di codici pergamenacei, di incunaboli e di edizioni rare provenienti anche dal convento di San Giacomo, materiale in parte oggi finito nella Biblioteca comunale di Todi e in quella della provincia serafica di Chiesa Nuova di Assisi. 
Vi era anche una farmacia con fratelli laici impegnati in un servizio di assistenza ai poveri.
Il cronista padre Cesario da Montegiove, prima di iniziare a parlare dell'anno 1810, esclama: «Passiamo, mio lettor, con mesto volto/ al secol ladro, lussurioso e stolto». 
Infatti, l'11 giugno del 1810, il governo francese, guidato dall'imperatore Napoleone Bonaparte, ordinò ai frati di fare l'inventario di tutta la roba, e costrinse la famiglia religiosa ad abbandonare il Convento, per far posto ad un ospizio.
I frati dovettero abbandonare la casa religiosa per farvi ritorno solo nel 1815, quando la persecuzione della Chiesa da parte del governo francese cessò.

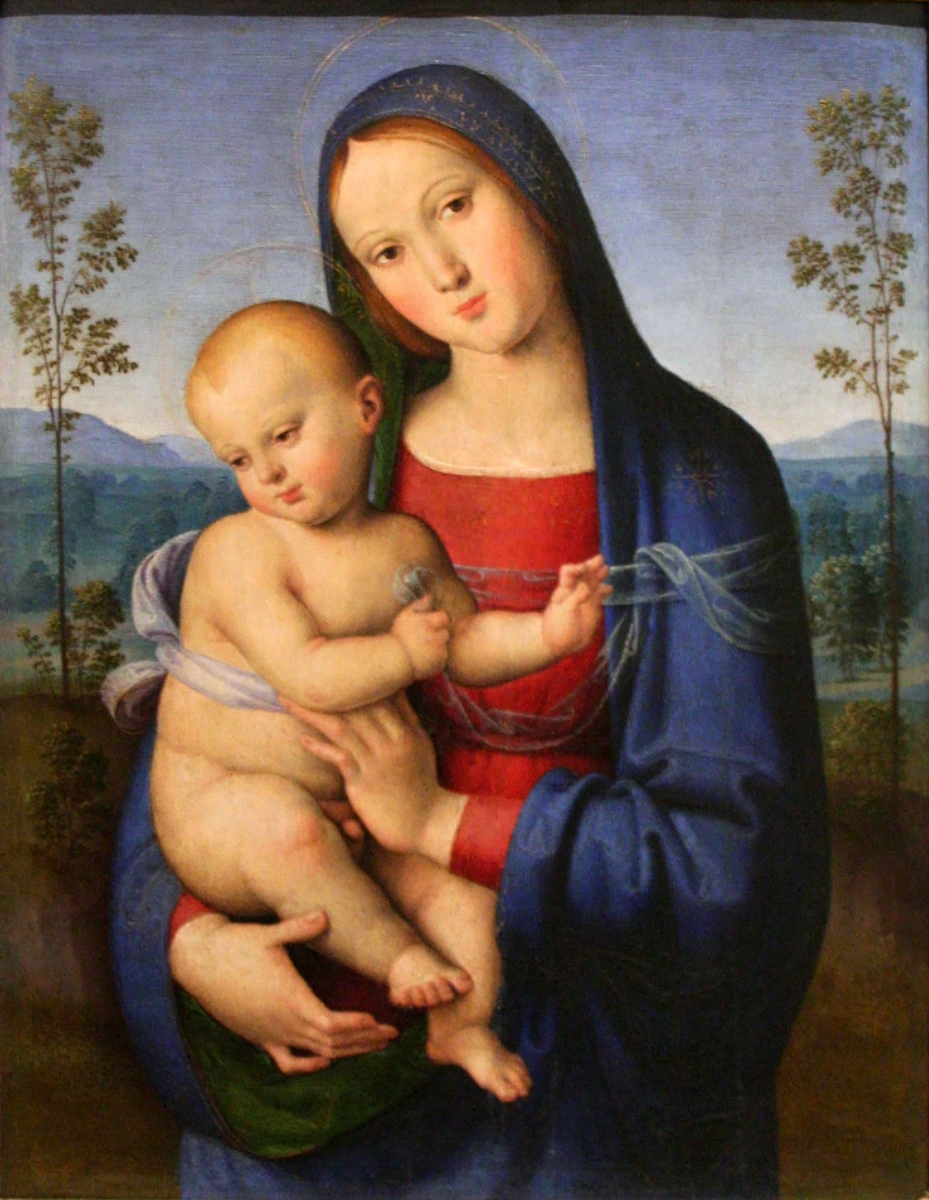
Vergine e Gesu, dello Spagna anticamente preso il convento di Montesanto, poi al Louvre dopo le spoliazioni napoleoniche

Durante l'occupazione francese, numerose opere d'arte vennero spedite in Francia come spoliazioni napoleoniche, e la maggior parte di queste non fece più ritorno. Secondo il catalogo pubblicato nel Bulletin de la Société de l'art français del 1936, l'opera che vi era conservata fino a prima del periodo napoleonico e che non venne mai restituita è La vergine e Gesù, dello Spagna portato al Musee Napoloeon, e trasmesso al Louvre successivamente.
Il predetto cronista, prima di cominciare a parlare dell'anno 1860, così scrive: «Col cuore afflitto e lacrimoso ciglio/ convienti, mio lettor, seguirmi appresso/ per trentacinque replicato un miglio». Egli allude, infatti, agli anni che vanno dal 1860 al 1895. 
Nel 1860 il Governo italiano di Vittorio Emanuele II, richiese i documenti dei religiosi, che a quel tempo erano trenta, e l'inventario di tutte le cose del Convento. 
Nel 1863 il Governo dette ordine di redigere l'inventario dei libri della biblioteca, e fece rimuovere tutti quei religiosi che vi erano giunti dopo il 1860. 
Nel 1864 il Governo proibì ai frati di uscire dal proprio distretto senza il previo permesso della Prefettura, e li obbligò a pagare la tassa della “manomorta”. In compenso concesse loro il permesso di vendere il cavallo, purché avessero passato i soldi al Governo italiano. 
Il 12 dicembre 1866, il Demanio, per mano del Signor Primo Ricci si recò a Montesanto, per avvertire il padre Guardiano e i frati, ad essere tutti pronti per la fine del mese, perché sarebbero stati cacciati via, ed il Convento sarebbe diventato proprietà del Governo. 
Infatti il 31 dicembre 1866, alle ore 2 pomeridiane, i frati furono cacciati via violentemente, nonostante le proteste del padre Superiore e di tutta la comunità religiosa, la chiesa fu «saccheggiata, spogliata e derubata da un branco di mascalzoni». Il fabbricato dopo tre mesi fu messo all'asta per l'affitto all'irrisoria somma di lire 295 e fu aggiudicato ad «una società di scostumatissima gente». 
Quattro mesi dopo il Comune lo cedette, per pubblica beneficenza, alla Congregazione di Carità, che deliberò di trasferirvi due orfanotrofi femminili riuniti.
I frati, nel frattempo, si stabilirono a pochi metri dalla "clausura", in una casa colonica, che, pian piano, trasformarono in Conventino e lì rimasero sino al 1895. 
La mattina del 4 ottobre del 1895, festa solenne di S. Francesco, alle ore 9,30 fu firmato il contratto con cui i frati ricompravano il Convento di Montesanto, pagando, in cinque rate, la cifra complessiva di lire 21.678,32. 
In seguito, dal 1916 al 1970, il fabbricato ospitò il Collegio Serafico, cioè circa 100 ragazzi aspiranti alla vita francescana. 
Dal 1º gennaio 1977 la chiesa conventuale è divenuta chiesa parrocchiale con il titolo: parrocchia di Maria SS.ma Assunta in Montesanto.
Nel 1835 fu rinvenuto nella zona il Marte di Todi, preziosa statua bronzea datata V sec. a. C. ed oggi conservata nelle collezioni dei Musei Vaticani.

## La chiesa

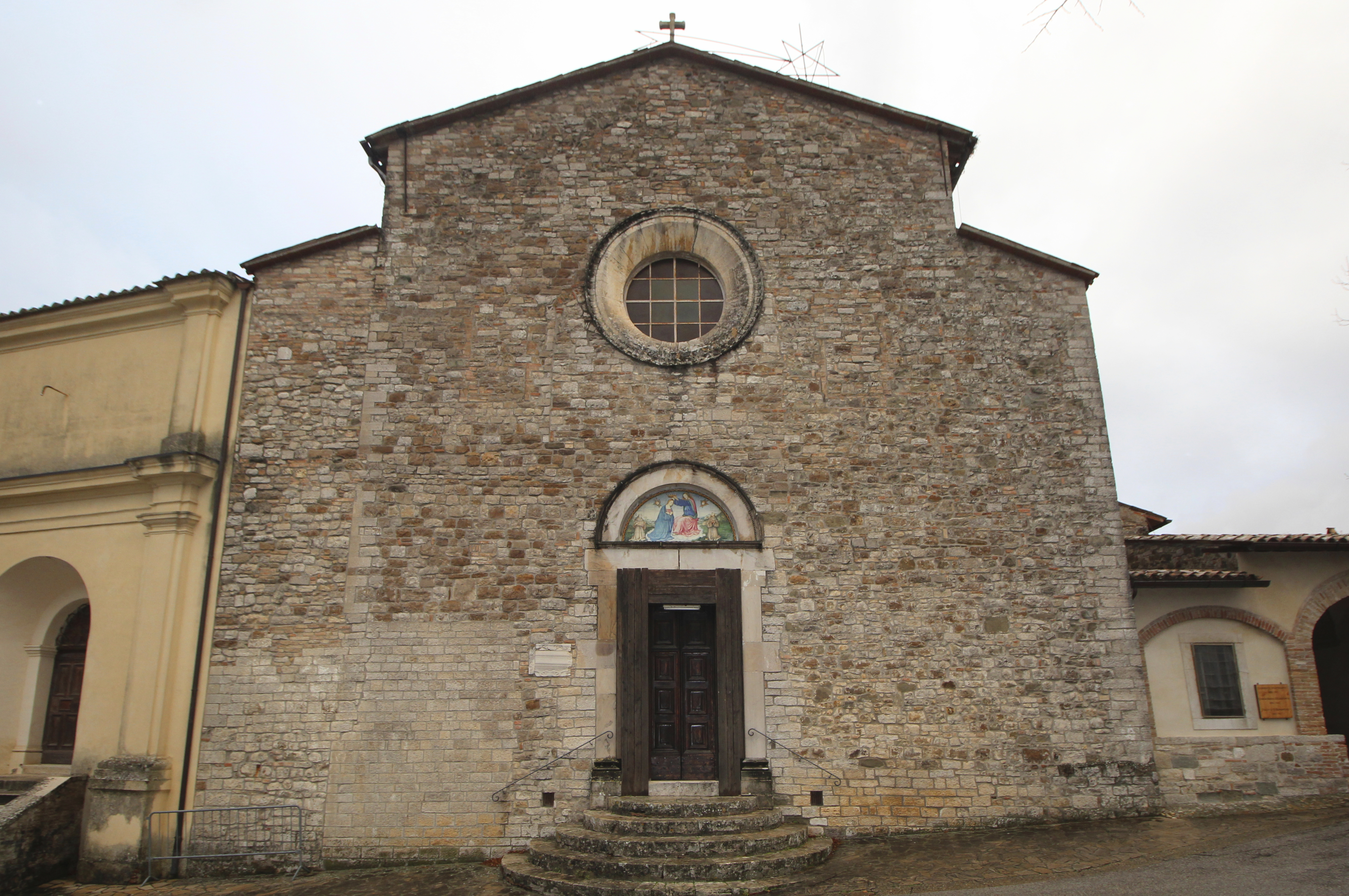
La chiesa di Santa Maria Assunta

La chiesa, pur risultando della fine del sec. XV, fu consacrata il 23 ottobre del 1633 dal vescovo monsignor Ludovico Cenci, come attesta l'iscrizione scolpita in una pietra murata nella facciata esterna, ed è dedicata all'Assunzione della Madonna e a sant'Antonio da Padova.
Nella prima cappella a destra si può ammirare un grande affresco dei secoli XV-XVI con presepe, commissionato dalla famiglia Gentiloni.
È interessante, inoltre, il grande capitello, su cui poggia l'altare, proveniente dai dintorni di Todi.
Il fonte battesimale è stato ricavato da un'urna cineraria rinvenuta nei pressi del convento. La chiusura in bronzo è opera di un frate minore della provincia di Milano, padre Guglielmo Schiavina.
Sopra le scale del presbiterio, a destra, in occasione della rimozione degli altarini lignei laterali, è stato rinvenuto, nel 1956, un affresco raffigurante il Beato Bernardino da Feltre; il Beato ha sulla mano sinistra i tre monti, simbolo dei “Monti di Pietà”, istituzione da lui stesso fondata, e propagata nella città di Todi. Nella preparazione di questo studio si è potuto accertare che l'autore è Giovanni di Pietro, detto lo "Spagna"; infatti questo affresco trova riscontro nel ciclo dello stesso autore dipinto nella cappella del Transito di San Francesco nella Basilica di Santa Maria degli Angeli in Assisi. Questa recente scoperta riveste notevole importanza artistica e sentimentale per la comunità dei frati, in quanto unico segno visibile della presenza dello Spagna in questo Convento, per il quale realizzò la sua opera più importante, già all'altare maggiore, L'incoronazione della Vergine, attualmente conservata nella Pinacoteca Comunale di Todi. L'opera fu commissionata il 12 settembre 1507 dal padre Superiore, al prezzo di 200 ducati d'oro, tramite Giovanni Rossi, sindaco apostolico dei frati Minori, come risulta da un pubblico “Istrumento”, dell'archivio conventuale di Montesanto.
L'opera richiese quattro anni di lavoro, infatti è datata 1511, e, per oltre tre secoli decorò l'altare maggiore della chiesa di Montesanto. 
La tavola fu asportata all'epoca di Napoleone, e poi restituita senza cornice originale e senza i tre quadretti della predella, che ora si trovano al museo parigino del Louvre, mentre i sei quadretti della cornice sembra si trovino in America e in Inghilterra.
L'opera, senza la cornice, misura m. 3,20 x 2,37, e comprende 72 figure disposte in due ordini. 
Nella parte inferiore, al centro, è S. Francesco d'Assisi con Santi e Sante in adorazione estatica del grande Mistero.
Forse, la persona alla destra di S. Francesco è Iacopone da Todi. 
Nella parte superiore troneggia la Vergine genuflessa, che riceve dalle mani di Cristo la corona, circondata da dieci Cherubini, otto Santi ed uno stuolo di Angeli.
Al centro dell'abside, in alto, è l'affresco della Crocifissione con la Vergine, San Giovanni, due Angeli e San Francesco. L'opera è sicuramente di scuola folignate, forse dell'Alunno.
Nella parete sinistra è la “Cappella della Crocifissione”. Questo oratorio fu fatto edificare, a proprie spese, nel 1612, dai signori Vici, antica e nobile famiglia di Stroncone, da cui sono usciti due beati dell'Ordine francescano: il B. Antonio Vici e il B. Giovanni Vici, le cui immagini possono essere ammirate ai lati dell'altare, dietro le colonne della stessa cappella. Gli autori delle due tele ad olio sono i pittori tuderti Pietro Paolo Sensini ed Andrea Polinori.
Così pure è del Sensini il dipinto ad olio su tela, che si trova in convento, raffigurante la Madonna col Bambino e San Francesco.
Il resto della cappella è stata decorata, nel 1612, dal celebre pittore assisiate Cesare Sermei (1584-1668), sempre su commissione della famiglia Vici, come si legge nell'iscrizione leggibile sotto il mistero della Deposizione dalla Croce di Gesù Cristo.
Sull'altare vi sono sculture lignee del sec. XVI: Gesù crocifisso, Madonna, San Giovanni Evangelista. 
Sotto l'altare si trovano i resti di due Beati: il Beato Ruggero da Todi, primo compagno di San Francesco e del Beato Andreuccio da Todi, uno dei primi frati minori del '300.
Il Beato Ruggero nacque a Todi (Perugia) e fu tra i primi seguaci di San Francesco d'Assisi. Egli stesso afferma di essere entrato nell'Ordine dietro divina rivelazione e di essersi sentito da quel giorno così cambiato e rinnovato da sembrare quasi un altro uomo. In seguito lo stesso S. Francesco dichiarava: «È buon frate minore colui che ha la carità e la vita di frate Ruggero, perché tutta la sua vita e conversazione riluce ed arde nel fervore della carità». Viene anche elogiato per la stretta osservanza della povertà francescana. Nel 1235 Buono, Abate di San Fortunato, cedette al Beato Ruggero il terreno di Montesanto per costruirvi un Monastero di Clarisse, dietro richiesta del papa Gregorio IX. Il 16 febbraio 1236 nel monastero delle Clarisse di Borgo S. Pietro (Rieti) moriva santamente la fondatrice, la Santa Filippa Mareri, assistita dal Beato Ruggero, probabile direttore spirituale della comunità fin dalla fondazione (1228), il quale, nel giorno seguente tenne di Filippa pubblico elogio funebre. Tornato poi a Todi, vi morì qualche anno dopo, operando molti miracoli. Gregorio IX, informato della di lui santità, concesse volentieri alla città di Todi di potergli celebrare la festa liturgica; festa poi estesa a tutto l'Ordine Francescano dal papa Benedetto XIV il 24 aprile 1751. La sua festa si celebra il 5 gennaio.
Il Beato Andreuccio di Todi, frate insigne dell'Ordine Serafico; come riportano alcune cronache del tempo egli fu parimente nobile Figlio della terra di Todi e frutto insigne dell'Ordine Serafico, adorno delle principali virtù che portano all'alto grado di Santità: passò le notti intere in profonde meditazioni senza dar minimo riposo al suo Corpo si pose più volte in gran pericoli per soccorrere a' bisogni del Prossimo, e castigò il proprio corpo con più forti di rigorose penitenze come ne fa testimonianza fino il di lui aspro Cordone che si conserva in Todi col suo incorrotto Cadavere che lasciò alla Terra premesso l'Anima santa al Cielo l'Anno 1328 li 25 marzo, come risulta da un antico Calendario Todino.
L'ultima cappella a sinistra, detta della “XXIV stazione della Via Crucis”, risale alla fine del sec. XVI. 
Le 13 cappelline esterne della “Via Crucis” furono costruite nel 1721, riparate a cura del B. Leopoldo da Gaiche nel 1787, e restaurate di nuovo nel 1905.
La cappella detta della “XIV stazione” fu ampliata e ridotta a forma esagonale nel 1732. Attualmente è adibita a presepio permanente.
Le cose da ammirare sono numerose: dal plurisecolare tiglio posto all'ingresso, che la tradizione fa risalire alla predicazione di S. Bernardino da Siena a Todi, nel 1426, alla predetta chiesa ricca di opere d'arte, che vanno dal sec. XV, al sec. XVIII. 
Una menzione particolare merita la grande e ben fornita biblioteca, contenente manoscritti, incunaboli, oltre duecento cinquecentine, libri di valore di ogni epoca, un “Erbario farmaceutico” del 1746 con 412 esemplari di erbe, grandi corali in pergamena con belle miniature, etc.
È da ricordare, inoltre, l'ultima opera realizzata nel 1983: la restaurazione di un grande salone trecentesco.